# Nagyjécsa
 Nagyjécsa (románul:  Iecea Mare , németül:  Grossjetscha ) falu Romániában, a Bánságban, Temes megyében, az azonos nevű község központja. Az első világháborúig Torontál vármegye Csenei járásához tartozott. 2004-ben különvált Gyertyámos községtől.

## Nevének változásai
1839, 1890 Nagy-Jécsa, 1863 Nagy-Jecsa,  Grosz-Jesscha, 1873, 1880 Jécsa (Nagy-),  1920 Iecia mare,  1930, 1941 Iecia-Mare az elnevezése.

## Története
Borovsky Samu így ír a településről  Torontál vármegye községei című munkájában:
„...A mai Kisjécsa és Nagyjécsa községek helyén a középkorban Öcse (Ősze) nevű helység feküdt, melyet 1467-ben Temes, 1479-ben Csanád, 1482-97. években ismét Temes vármegyéhez számítottak. 1492-ben a Peterdi Pethő család bírt itt földesúri joggal. A hódoltság alatt elpusztult. .... A jelenlegi helységet Hildebrand temesvári kincstári igazgatósági tanácsos 1767-ben telepítette. Ő építtette fel az első házakat, szám szerint 202-t s az újonnan épített helységbe németeket telepített. 1767-ben a temesvári igazgatóság már elemi iskolát is állíttatott itt fel. 1779-ben Torontál vármegyéhez csatolták. 1848-ig a kamara volt a földesura. 1836-ban hét hétig tartó kolerajárvány alatt 733-an betegedtek meg és száznál többen haltak el. 1848 november havában Temesvárról egy csapat császári katona jelent meg a helységben, báró Appel vezérlete alatt s a községet lefegyverezte. Mialatt a lakosságtól a hűségesküt kivették, a nemzetőrök, a kik a császáriak ittlétéről értesültek, hirtelen előtörtek; a császáriak rövid, de rendkívül heves ütközet után, 20 halott hátrahagyásával megfutamodtak. A nemzetőrök a császáriak közül 11-et elfogtak, kilencet pedig megvesszőztek s azután szabadon bocsátották őket. 1849 augusztus 8-án Dembinski Henrik honvédtábornok 3000 emberével és 20 ágyújával a helység határában, a honvédsereget a szőregi csata óta visszavonulási útjában nyomon követő Walmoden osztrák tábornokot visszaverte. ... A római katolikus plébánia 1767-ben alakult és a templom 1780-ban épült. E községben született Abafi (Aigner) Lajos író. ....„

### Az első világháború után
1951-ben 388 bánáti sváb lakosát deportálták a Bărăganra.
2004-ben vált ki Gyertyámos községből és szervezték önálló községgé.

## Népessége
- 1900-ban 3099 lakosából  2923 volt német, 68 magyar, 38 román, 70 egyéb (68 cigány )  anyanyelvű; 3057 római katolikus, 29 ortodox, 11 görögkatolikus, 1 református és 1 evangélikus  vallású.
- 1992-ben a 2297 lakosából 1907 volt román, 250 egyéb (243 cigány), 115 német, 25 magyar, 1699 ortodox, 378 római katolikus, 32 görögkatolikus, 4 református és 184 egyéb ( 131  pünkösdista) vallású.
- 2002-ben a 2315 lakosából 2008 volt román, 24 magyar, 239 cigány, 37 német, 3 szerb, 2 szlovák anyanyelvű;

## Híres emberek
- Abafi Lajos (Nagyjécsa, 1840. február 11. – Budapest, 1909. június 19.) irodalomtörténész, könyvkiadó, bibliográfus, lepkész.